# Отто Зальман
Отто Зальман (нім. Otto Salman; 5 липня 1908, Берлін — 21 квітня 1970) — німецький офіцер-підводник, корветтен-капітан крігсмаріне. Другий із двох кавалерів Лицарського хреста Хреста Воєнних заслуг з мечами в підводному флоті (перший — генерал-адмірал Ганс-Георг фон Фрідебург).

## Біографія
В 1932 році закінчив військово-морське училище. З 10 лютого 1938 року по 13 листопада 1939 року — командир підводного човна U-7, на якому не здійснив жодного походу. З 14 листопада 1939 по 9 червня 1941 року — командир підводного човна U-52, на якому здійснив 7 походів (228 днів у морі) і потопив 13 суден (загальний тоннаж — 56 333 брт).
| Date           | Назва корабля  | Тип                   | Тоннаж | Вантаж                                                                     | Екіпаж | Загинули | Країна             | Конвой |
| -------------- | -------------- | --------------------- | ------ | -------------------------------------------------------------------------- | ------ | -------- | ------------------ | ------ |
| 19 червня 1940 | The Monarch    | Торговий пароплав     | 824    | Баласт                                                                     | 12     | 12       | Британська імперія |        |
| 19 червня 1940 | Ville de Namur | Пасажирський пароплав | 7,463  | Коні                                                                       | 79     | 25       | Бельгія            |        |
| 21 червня 1940 | Hilda          | Торговий пароплав     | 1,144  | 1500 тонн зерна                                                            | 16     | 5        | Фінляндія          |        |
| 14 липня 1940  | Thetis A.      | Торговий пароплав     | 4,111  | Зерно                                                                      | 29     | 9        | Королівство Греція |        |
| 4 серпня 1940  | King Alfred    | Торговий пароплав     | 5,272  | 6750 тонн підпору                                                          | 39     | 8        | Британська імперія | HX-60  |
| 4 серпня 1940  | Gogovale       | Торговий пароплав     | 4,586  | 6386 тонн борошна                                                          | 39     | 3        | Британська імперія | HX-60  |
| 4 серпня 1940  | Geraldine Mary | Торговий пароплав     | 7,244  | 6112 тонн газетного паперу і 494 тонни сульфітної целюлози                 | 51     | 3        | Британська імперія | HX-60  |
| 2 грудня 1940  | Tasso          | Торговий пароплав     | 1,586  | 1300 тонн колод                                                            | 32     | 5        | Британська імперія | HX-60  |
| 2 грудня 1940  | Goodleigh      | Торговий пароплав     | 5,448  | 8400 тонн пиломатеріалів і 1000 тонн спелтера                              | 37     | 1        | Британська імперія | HX-60  |
| 4 лютого 1941  | Ringhorn       | Торговий пароплав     | 1,298  | 1300 тонн вугілля                                                          | 19     | 14       | Норвегія           | OB-280 |
| 10 лютого 1941 | Canford Chine  | Торговий пароплав     | 3,364  | Генеральні вантажі та вугілля                                              | 36     | 36       | Британська імперія | OG-52  |
| 10 квітня 1941 | Saleier        | Торговий пароплав     | 6,563  | Вугілля                                                                    | 63     | 0        | Нідерланди         | OB-306 |
| 14 квітня 1941 | Ville de Liège | Пасажирський пароплав | 7,430  | Генеральні вантажі, у тому числі 6121 тонна сталі, вовни, пшениці і бекону | 52     | 40       | Бельгія            |        |

9 червня 1941 року переведений в штаб командувача підводного флоту, де зайняв посаду 5-го офіцера Адмірал-штабу і очолив навчальний відділ. 1 травня 1945 року призначений 1-м ад'ютантом головнокомандувача ВМС генерал-адмірала фон Фрідебурга.

## Звання
| Звання                 | Дата             |
| Кандидат в офіцери     | 1 квітня 1932    |
| Фенріх-цур-зее         | 1 січня 1934     |
| Оберфенріх-цур-зее     | 1 вересня 1935   |
| Лейтенант-цур-зее      | 1 січня 1936     |
| Обер-лейтенант-цур-зее | 1 жовтня 1937    |
| Капітан-лейтенант      | 1 листопада 1939 |
| Корветтен-капітан      | 1 квітня 1944    |

## Нагороди
- Медаль «За вислугу років у Вермахті» 4-го класу (4 роки)
- Залізний хрест 2-го класу (30 вересня 1939)
- Нагрудний знак підводника (1940)
- Залізний хрест 1-го класу (грудень 1940)
- Німецький хрест в золоті (9 грудня 1941)
- Хрест Воєнних заслуг 2-го і 1-го класу з мечами
- Лицарський хрест Хреста Воєнних заслуг з мечами (2 травня 1945)